# ウゼイル・ハジベヨフ
ウゼイル・アブデュルヒュセイン＝オグル・ハジベヨフ（アゼルバイジャン語: Üzeyir Əbdülhüseyn oğlu Hacıbəyov；Узеир Гаджибеков；ラテン文字:Uzeyir Hajibeyov, 1885年9月18日 - 1948年11月22日）は、アゼルバイジャン人の作曲家。

## 経歴
ロシア帝国エリザヴェトポリ県シュシャ郡のアグジャベジに生まれる。
彼は7つの歌劇と3つのオペレッタを作曲した。アゼルバイジャンのみならず、ソビエト連邦で最初にソビエト連邦人民芸術家を受けた作曲家である。また、レーニン賞も受けている。
彼は、アゼルバイジャンの国歌とアゼルバイジャン・ソビエト社会主義共和国の国歌を作曲している。